# DNP3
Стандарт DNP3 (англ. Distributed Network Protocol — Розподілений мережевий протокол) визначає набір протоколів передачі даних які використовуються між компонентами в системах автоматизації процесів. Знайшов застосування в системах водопостачання та електроенергетиці. Використання в інших галузях промисловості можливе, але не поширене. Основна мета розробки протоколу полягала в спрощенні взаємодії між різними типами давачів та систем спостереження і керування. Має велике значення в системах SCADA, використовується на головних станціях (станціях керування), віддалених терміналах, та інтелектуальних електронних пристроях. Для взаємодії між станціями керування використовується протокол ICCP або англ. Inter-Control Centre Protocol — протокол взаємодії між станціями керування.

## Проєкт «Robus»
В 2013 році були оприлюднені результати досліджень в рамках проєкту «Robus». Дослідники застосували інструменти фазингу для перевірки промислових реалізацій протоколу DNP3. Ними було виявлено понад 25 різних уразливостей у низці досліджених продуктів. Ці уразливості дозволяли зловмисникові виводити з ладу сервери управління або ж отримувати повний контроль над ними, тощо.
Частина виявлених ними уразливостей були присутні в серверних модулях, реалізація уразливостей відбувалась як через TCP/IP, так і через послідовні з'єднання.